# Facoltà (diritto)
La facoltà (o permesso o libertà), in diritto, indica una situazione giuridica soggettiva del soggetto di diritto che può tenere un determinato comportamento consentito dalla norma. La facoltà di tenere un comportamento è, quindi, l'opposto del dovere o dell'obbligo di non tenere quel comportamento. Il comportamento che si ha facoltà di tenere è lecito.

## Descrizione
In mancanza di una norma che imponga il dovere o l'obbligo di tenere un comportamento, si ha la facoltà di non tenerlo. Si parla, in questo caso, di facoltà in senso debole, in quanto non prevista da una norma, per distinguerla dalla facoltà in senso forte, che è invece prevista da una norma (più precisamente una norma di condotta permissiva). Tale norma può prevedere la facoltà per abrogare o derogare una norma che impone un obbligo o dovere oppure per evitare che una norma posta da una fonte del diritto gerarchicamente inferiore imponga il dovere o l'obbligo (quest'ultima norma, infatti, sarebbe invalida).
La facoltà, in quanto possibilità di tenere un comportamento con conseguenze sul piano materiale, si distingue dal potere che è invece è la possibilità attribuita dall'ordinamento ad un soggetto di produrre determinati effetti giuridici, ossia di creare, modificare o estinguere un rapporto giuridico, attraverso un atto giuridico. Il potere di compiere un atto giuridico non implica, di per sé, la facoltà di compierlo e viceversa, sicché può accadere che un atto sia al tempo stesso illecito ma valido oppure lecito ma non valido. È interessante notare che, mentre in italiano esiste un unico verbo deontico (potere) per riferirsi tanto alla facoltà quanto al potere, altre lingue distinguono le due situazioni: ad esempio, i verbi inglesi may e can e i verbi tedeschi dürfen e können si riferiscono l'uno alla facoltà, l'altro al potere.
La facoltà è ritenuta una situazione giuridica soggettiva elementare che può andare a comporre situazioni soggettive complesse. Infatti, alcuni diritti soggettivi possono essere scomposti in situazioni giuridiche elementari, tra cui facoltà: si pensi al diritto di proprietà che, tra le situazioni elementari che lo compongono, annovera una serie di facoltà, ad esempio quella di utilizzare la cosa. La facoltà di tenere un comportamento non implica, di per sé, il divieto per gli altri soggetti di interferire con tale comportamento; quando esiste anche una pretesa del genere in capo al titolare della facoltà, si è in presenza di una distinta situazione giuridica soggettiva che si unisce alla facoltà per creare una situazione giuridica complessa (denominata, da alcuni autori, diritto di agire): è questa la struttura di varie libertà riconosciute dalle costituzioni moderne, ad esempio quella di movimento.